# Erwin Jacobsthal
Wolfgang Jakob Erwin Jacobsthal (* 30. Mai 1879 in Straßburg; † 28. April 1952 in Pueblo Nuevo Tiquisate in Guatemala) war ein deutscher Bakteriologe und Serologe.

## Leben und Wirken

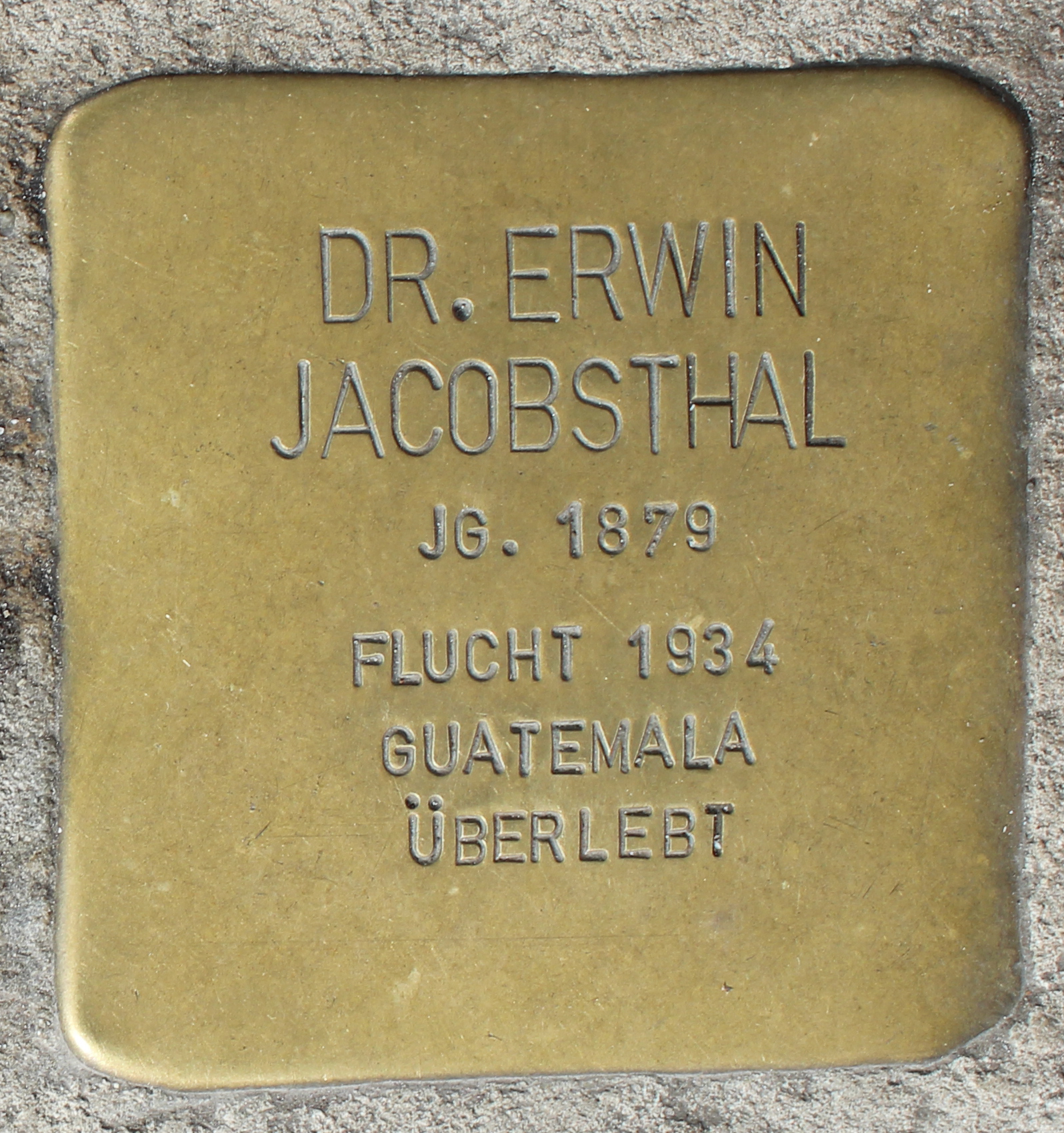
Ein Stolperstein für Erwin Jacobsthal vor dem UKE

Erwin Jacobsthal war ein Sohn des Musikprofessors Gustav Jacobsthal. Von 1896 bis 1901 absolvierte er ein Medizinstudium an der Universität Straßburg. Er erhielt die Approbation und promovierte 1902 über „Typhusbazillen beim Rinde“. Danach arbeitete er sieben Jahre als Assistenzarzt. Dabei beschäftigte er sich mit einem breiten Themenspektrum der Inneren Medizin, Infektions-, Geistes-, Haut- und Geschlechtskrankheiten. Außerdem beschäftigte er sich intensiv mit Bakteriologie, Serologie und pathologischer Anatomie. Neben Straßburg praktizierte er dabei in Wiesbaden, Frankfurt am Main und Marburg.
1909 ging Jacobsthal als Sekundärarzt nach Hamburg an das Pathologische Institut des Allgemeinen Krankenhauses St. Georg. Hier sollte er ein bakteriologisch-serologisches Labor aufbauen und leiten. 1912 wurde er zum Leitenden Oberarzt befördert. Jacobsthal arbeitete bakteriologisch insbesondere an der Kontrolle der Diphtherie. Serologisch konzentrierte er sich auf die Diagnostik der Syphilis. Nach der Habilitation für Bakteriologie und Serologie 1919 unterrichtete er als Privatdozent an der Medizinischen Fakultät der Hamburger Universität. Die Gesundheitsbehörde ernannte ihn 1928 zum „Leitenden Oberarzt und Professor“. In mehr als 50 Publikationen beschrieb er pathologische und bakteriologische Untersuchungen. Dabei beschäftigte er sich insbesondere mit der Serologie der Syphilis, womit er international bekannt wurde. Jacobsthal entdeckte die Kältebindung in der Wassermann-Reaktion, die noch heute als maßgeblich gilt. Er gehörte als aktives Mitglied dem Ärztlichen Verein Hamburg und dem Naturwissenschaftlichen Verein in Hamburg an. Außerdem engagierte er sich in der Deutschen Pathologischen Gesellschaft, der Deutschen Dermatologischen Gesellschaft und der Freien Vereinigung für Mikrobiologie.
Jacobsthal war ursprünglich jüdischen Glaubens, jedoch christlich erzogen. Vor seiner Heirat mit Louise Romeiss hatte er sich 1905 taufen lassen und war zum lutherischen Glauben konvertiert. Die Nationalsozialisten sahen ihn trotzdem als „Nichtarier“ an. Auf Grundlage des Gesetzes zur Wiederherstellung des Berufsbeamtentums durfte Jacobsthal daher seit Juli 1933 nicht mehr lehren und verlor die Stelle im Krankenhaus. Er eröffnete eine Praxis als niedergelassener Facharzt für Serologie mit eigenem Labor, das sich zuletzt in der Rothenbaumchaussee befand. Im Juli 1934 verließ das Ehepaar das Deutsche Reich und wanderte nach Guatemala aus. In Guatemala-Stadt leitete er das bakteriologisch-serologische Labor der Sanidad Pública. Außerdem lehrte er als Professor am bakteriologischen Institut der Universidad de San Carlos de Guatemala. Aufgrund politischer Unruhen musste er diese Ämter 1945 abgeben. Anschließend leitete er die Laboratorien der United Fruit Company.
Jacobsthal, der 1952 im Exil starb, schrieb bis in die 1940er Jahre zu mehreren Forschungstätigkeiten.